# Jakaya Kikwete
Jakaya Mrisho Kikwete (Msoga, 7 ottobre 1950) è un economista e politico tanzaniano, Presidente della Tanzania dal 2005 al 2015; è stato anche Presidente dell'Unione Africana dal 31 gennaio 2008 al 2 febbraio 2009.

## Biografia
Kikwete è nato il 7 ottobre 1950 a Msoga, nei pressi di Bagamoyo sulla costa del Tanganica (oggi Tanzania). La sua era una famiglia di leader; suo nonno era stato un capo tribale e suo padre era commissario distrettuale in epoca coloniale e dopo l'indipendenza era stato scelto come rappresentante della sua gente nel ruolo di ombudsman (difensore civico).
Ha frequentato la Msoga Primary School tra il 1958 e il 1961; poi la Lugoba School dal 1962 al 1965. Quindi è passato dalla Lugoba School alla Kibaha Secondary School per il O-level education tra 1966 al 1969. Ha poi frequentato l'Università di Dar es Salaam nel periodo 1972-1975 specializzandosi in economia.
Entrato nel partito della Rivoluzione (Chama Cha Mapinduzi, CCM) negli anni ottanta, il 21 dicembre 2005 è diventato il quarto presidente della Tanzania, carica che ha mantenuto fino al 5 novembre 2015.